# Robert Hauvespre
Robert Hauvespre (* 25. Dezember 1923 in Liffré; † 30. November 1997) war ein französischer Fußballspieler.

## Karriere
Hauvrespre wuchs in seinem Geburtsort Liffré auf und begann bei dem dort angesiedelten Verein US Liffré als Jugendlicher seine Laufbahn. Im Frühjahr 1940 wechselte der damals 16-Jährige, der aufgrund seines geringen Alters nicht durch den Ausbruch des Zweiten Weltkriegs eingezogen worden war, zum Stade Rennes; mit dem vormaligen Erstligisten trat er in einer regionalen Amateurliga an. Noch im selben Jahr kehrte er nach Liffré zurück.
1945 wechselte der mittlerweile 21 Jahre alte Fußballer zum zweiten Mal nach Rennes, das mittlerweile der höchsten französischen Spielklasse angehörte. Als linker Flügelspieler debütierte er am 23. September 1945 bei einem 1:0-Erfolg gegen Red Star Paris in der Erstklassigkeit und avancierte anschließend zum Stammspieler. 1950 kehrte er dem Klub nach fünf Jahren mit 97 Erstligapartien und sechs Toren, aber ohne nationale Titel, den Rücken; er setzte seine Laufbahn als Amateurspieler für die US Boulogne fort.